# 화가 마티스 (교향곡)
《화가 마티스》(Mathis der Maler)는 파울 힌데미트의 가장 유명한 오케스트라 작품 중 하나이다. 교향곡의 음악은 화가 Matthias Grünewald (또는 Neithardt) 와 관련된 Hindemith의 오페라 Mathis der Maler에 통합되거나 재작업되었다.
힌데미트는 1934년에 이 교향곡을 작곡했으며 오페라 계획은 초기 단계에 있었다. 지휘자 빌헬름 푸르트벵글러는 베를린 필하모닉 콘서트 투어에서 연주할 새로운 작품을 요청했고 힌데미트는 오페라의 기악 막으로 사용되거나 다양한 장면으로 그려지거나 정교해질 수 있는 교향곡 악장을 작곡하기로 결정했다. 푸르트벵글러와 베를린 필하모닉은 1934년 3월 12일에 첫 공연을 가졌다. 1934년 10월 오토 클렘페러가 지휘한 뉴욕 필하모닉 오케스트라가 독일 이외의 지역에서 첫 공연을 펼쳤다. 다른 초기 공연으로는 다니엘 스턴버그가 지휘한 1936년 레닌그라드 필하모닉 오케스트라가 있다.
이 교향곡은 첫 공연에서 좋은 평가를 받았지만 푸르트벵글러는 다른 힌데미트 곡이 당에서 "퇴폐적"이고 "유대인과 연결되어 있다"고 비난한 것을 감안할 때 이 작품을 연주한 것에 대해 나치 정부로부터 심각한 비판에 직면했다. 게다가 정치적 고려와 상관없이 자신의 비전을 추구해야 하는 예술가의 의무를 떠맡은 오페라의 음모는 나치 이데올로기에 대한 저주였다. 힌데미트는 1935년까지 오페라 전체를 완성했지만 정치적인 여건 때문에 독일에서 상연할 수 없었고 1938년에야 스위스 취리히에서 마침내 초연되었다.
교향곡은 3 악장으로 되어 있다.
1. Engelkonzert (천사 콘서트)
2. Grablegung (매장)
3. Versuchung des heiligen Antonius ( 성 안토니오의 유혹)

다음과 같이 오페라에 해당한다.
- 서장
- 마지막 막의 오케스트라 막간
- 오페라 6장에서 환상적인 장면으로 재작업 및 증폭된 오케스트라 작품

각 악장은 그림과 관련이 있으며, 패널 뒤에 패널이 정교하게 구성되어 있으며 다양한 수준이 펼쳐짐에 따라 다른 뷰를 제공한다. 제단의 바깥쪽 날개를 열면 천사의 콘서트가 보인다. 매장은 날개 아래 제단의 바닥에서 항상 볼 수 있다. 그리고 보쉬와 같은 성 안토니우스의 유혹은 내부 날개가 열리면 드러난다.
1. ↑  Burke, Kenneth (1934). “Hindemith Does His Part”. 《The Nation》 139: 487–488.